# Брадобрей из Эйвбери

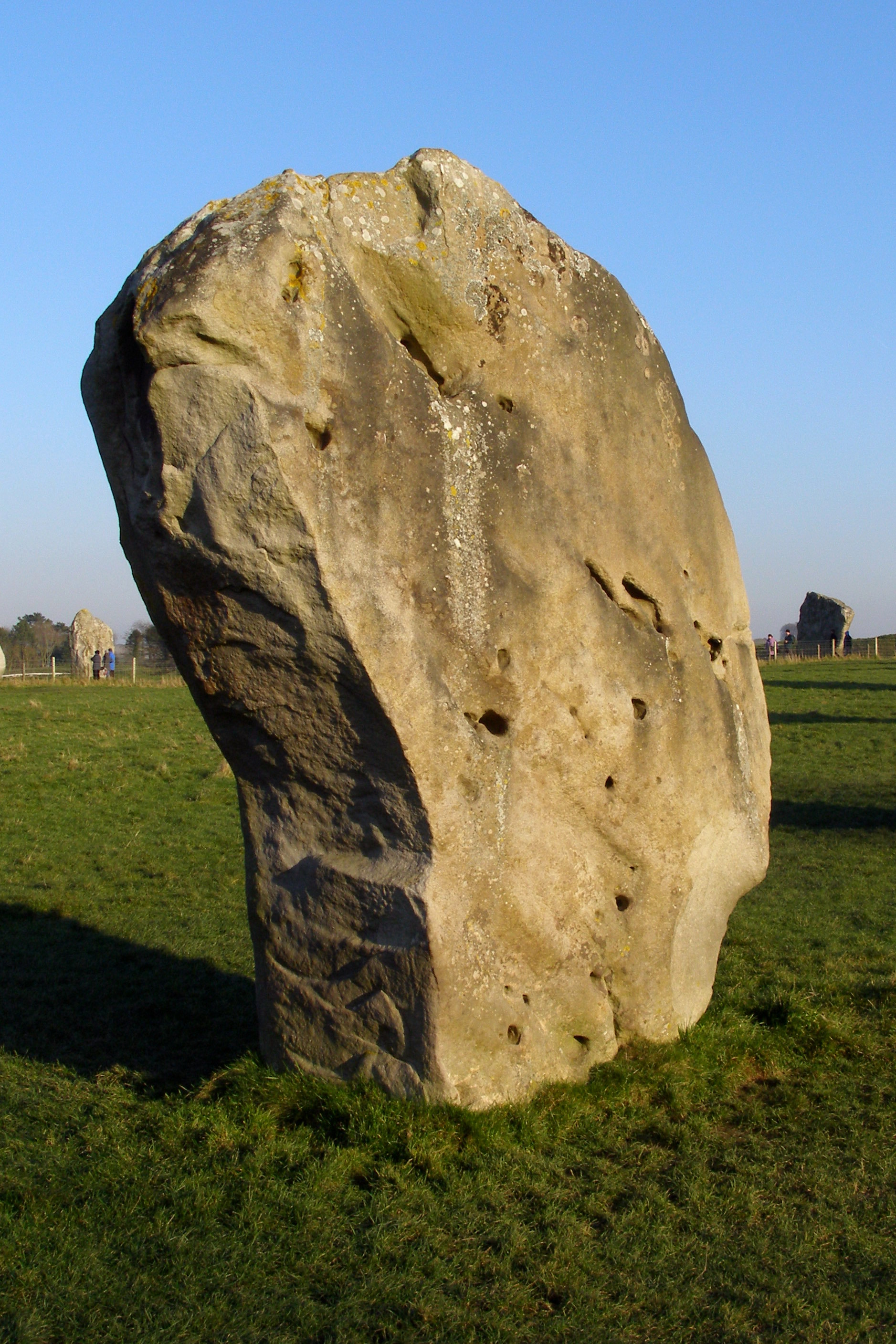
Восстановленный камень, под которым были обнаружены останки брадобрея

Брадобрей из Эйвбери (англ. Barber surgeon of Avebury) — полулегендарная личность британского Средневековья, связанная с доисторическим памятником Эйвбери в английском графстве Уилтшир.

## Описание
Согласно местному преданию, в XIV веке благочестивый путешественник помогал жителям Эйвбери сносить и закапывать языческие менгиры. В то время как он подкапывался под один из менгиров, тот опрокинулся и упал, похоронив незадачливого ревнителя веры под собой.
Археолог Александр Кейллер поднял камень в 1938 году и обнаружил под ним человеческий скелет. Вместе с телом были обнаружены различные предметы, в том числе монеты, ножницы и железный щуп. Таким образом было установлено, что погибший по профессии был брадобреем (в Средневековье эта профессия подразумевала как парикмахерские, так и медицинские услуги, вплоть до несложных хирургических операций, поэтому соответствующий английский термин звучит как barber surgeon, букв. «цирюльник-хирург»).
Кейлер передал останки куратору музея при королевском хирургическом колледже. Считалось, что останки были утрачены во время бомбардировок в годы Второй мировой войны, однако в 1998 году они были обнаружены в запасниках и вновь исследованы.
На черепе были обнаружены следы крупной травмы, которая подвергалась лечению, однако не обнаружено следов травматической смерти. Таким образом, брадобрей был скорее погребён под камнем, чем убит этим камнем, что однако не исключает наступления смерти вследствие асфиксии при сдавлении живота и грудной клетки.